# Conselho do Almirantado

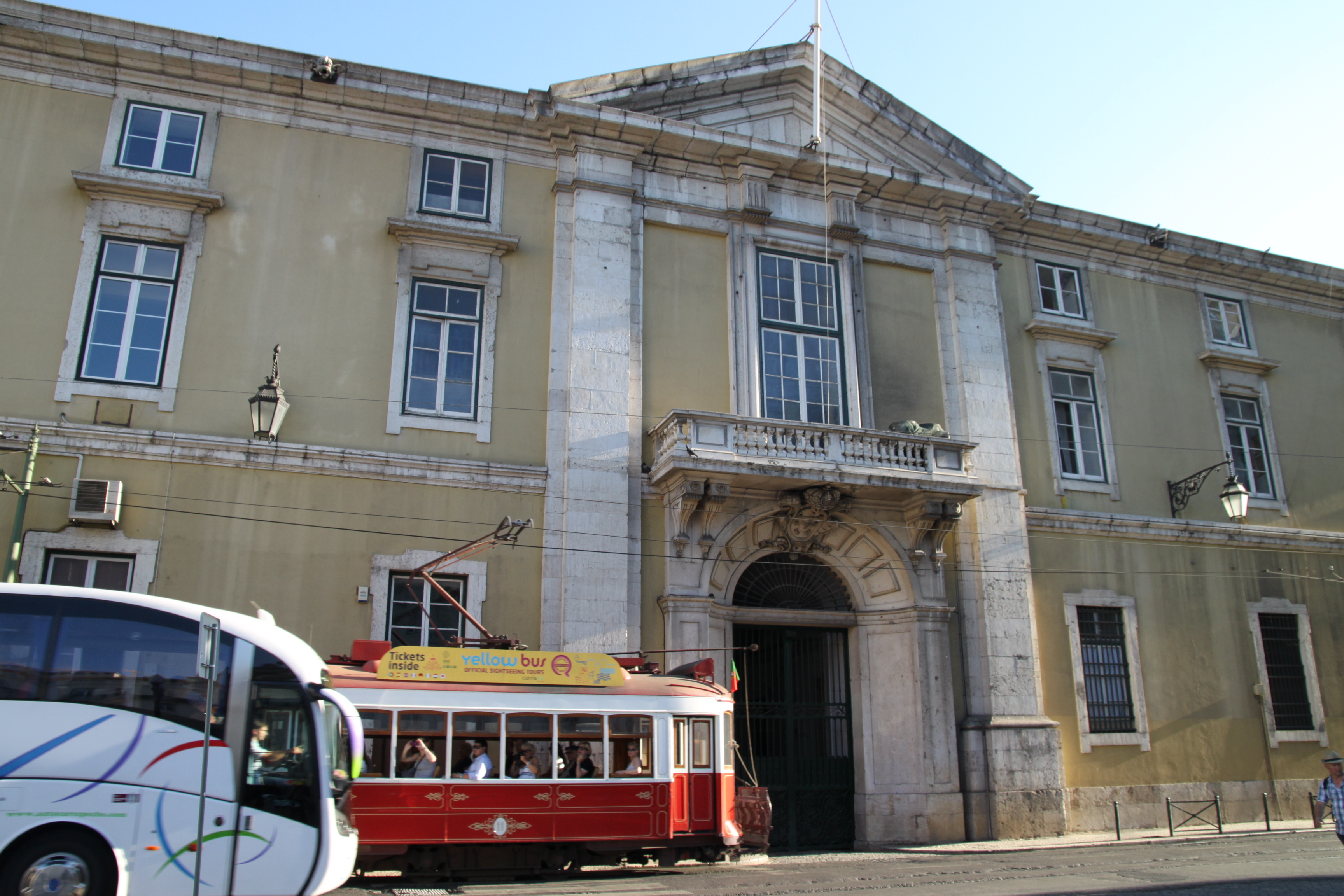
Varanda da antiga sala do Conselho do Almirantado, no edifício do Arsenal de Marinha de Lisboa, hoje ocupada pelo Tribunal da Relação.

O Conselho do Almirantado (CA) é um órgão superior da Marinha Portuguesa. Funciona como conselho superior da Marinha, constituindo o órgão máximo de consulta do Chefe do Estado-Maior da Armada.

## História
O Conselho do Almirantado foi, inicialmente, criado pelo Decreto de 25 de abril de 1795, assinado pelo Príncipe D. João em nome da sua mãe, a Rainha D. Maria I. Competia-lhe reger tudo o que dizia respeito à administração da Marinha e das suas dependências, substituindo a então extinta função de Capitão-General da Armada Real como mais a mais alta autoridade naval. Pouco depois da sua criação, foi elevado à dignidade de tribunal régio, o que o colocava sob a autoridade direta e imediata do Monarca. Segundo o seu regimento, o CA seria composto por um presidente, quatro conselheiros, um secretário, um oficial maior e dois outros oficiais da secretaria, três ajudantes da secretaria, um tradutor de línguas, um porteiro, dois guardas e três correios. O presidente seria sempre o ministro e secretário de Estado dos Negócios da Marinha e Domínios Ultramarinos, os conselheiros seriam oficiais generais ou outros oficiais da Marinha livremente escolhidos e nomeados pelo Monarca, o secretário seria um oficial da Marinha ou do Exército e os restantes seriam funcionários civis.
No século XIX, o CA perde importância e acaba por ser desativado, passando o comando da Marinha a ser exercido pelo Major-General da Armada auxiliado por um pequeno estado-maior. É finalmente extinto pelo Decreto de 5 de novembro de 1822.
O CA ressurge em 1892, na sequência da reorganização da estrutura superior da Marinha, como o mais alto órgão desta. Continuaria a ser presidido pelo ministro da Marinha e do Ultramar, tendo um vice-almirante como vice-presidente, um outro oficial general como vogal e um capitão de mar e guerra como secretário. A Secretaria do Conselho do Almirantado funcionava como estado-maior naval, composto por nove repartições especializadas.
Em 1897, o CA é substituído pelo Conselho Superior da Marinha, com funções meramente consultivas, passando as funções de comando e estado-maior naval para a Majoria-General da Armada. Por sua vez, em 1906, o Conselho Superior da Marinha é substituído pelo Conselho General da Armada. Em 1935, este, por sua vez foi substituído pelo Conselho Superior da Armada. Com a extinção do cargo de ministro da Marinha em 1974, o Conselho Superior da Armada passa a ser presidido pelo Chefe do Estado-Maior da Armada.
Na sequência da Lei Orgânica da Marinha de 1993 (Decreto-Lei n.º 49/93 de 26 de fevereiro), o anterior Conselho Superior da Armada retomou a designação de "Conselho do Almirantado".

## Organização atual

### Composição
O Conselho do Almirantado é constituído pelo almirante Chefe do Estado-Maior da Armada (CEMA) - que preside - e por todos os vice-almirantes em serviço nas Forças Armadas Portuguesas. Para além destes, o CEMA pode convocar a participar nas suas reuniões, sem direito a voto, outros oficiais habilitados a tratar dos assuntos agendados. O CA reúne em plenário ou em sessões restritas, conforme os assuntos a tratar.
O CA é secretariado pelo Subchefe do Estado-Maior da Armada, sendo o apoio administrativo prestado pelo Estado-Maior da Armada.

### Competências
Incumbe ao Conselho do Almirantado dar pareceres sobre os seguintes atos a praticar pelo Chefe do Estado-Maior da Armada:
1. aprovação dos quadros especiais de oficiais, sargentos e praças dos quadros permanentes da Marinha;
2. decisão sobre a não satisfação das 2.ª e 3.ª condições gerais de promoção dos militares da Marinha;
3. escolha dos oficiais a nomear para a frequência do Curso Superior Naval de Guerra ou de cursos estatutariamente equiparados;
4. escolha dos oficiais a propor ao Conselho de Chefes de Estado-Maior (CCEM) para a promoção a contra-almirante ou vice-almirante;
5. promoção por distinção de militares da Marinha.
6. em caso de exoneração ou vacatura do cargo de CEMA, submeter ao CCEM, através do Chefe de Estado-Maior interino, os nomes dos vice-almirantes que preencham as condições legais para a nomeação para aquele cargo;
7. quaisquer outros assuntos, sempre que para o efeito for solicitado pelo CEMA.